# Vojislav Šešelj
Vojislav Šešelj (Servisch: Војислав Шешељ) (Sarajevo, 11 oktober 1954) is een Servisch politicus van Bosnisch-Servische afkomst en de oprichter en voorzitter van de Servische Radicale Partij (SRS), de grootste partij in het Servische parlement. Hij werd door het Joegoslavië-tribunaal beschuldigd van oorlogsmisdaden en misdaden tegen de menselijkheid. Zijn proces begon in november 2007, op 31 maart 2016 werd hij door het tribunaal vrijgesproken. Šešelj was niet overgedragen aan medewerkers van de Verenigde Naties, maar vloog in november 2003 op eigen initiatief naar Den Haag.

## Biografie
Šešelj werd geboren in Sarajevo (in het toenmalige Joegoslavië) en groeide op in de Herzegovijnse plaats Popovo Polje, in de buurt van de stad Stolac. Hij studeerde af in de rechtsgeleerdheid aan de universiteit van Sarajevo en promoveerde spoedig daarna, in 1979. Hij doceerde er politicologie tot 1984. In dat jaar veroordeelden de communistische autoriteiten hem wegens “contrarevolutionaire activiteiten” tot acht jaar gevangenisstraf. Later verminderde het hooggerechtshof de straf en in 1986 kwam hij vrij.
In 1989 vertrok Šešelj naar de Verenigde Staten, waar Momčilo Đujić, een Četnik-leider uit de Tweede Wereldoorlog, hem de titel woiwode van de Četniks gaf.

### Politiek
Samen met Vuk Drašković en Mirko Jović richtte Šešelj in 1989 de anticommunistische Servische Nationale Vernieuwingspartij (SNO) op. Šešeljs factie scheidde zich op een later moment af en daarna werd de Servische Radicale Partij (SRS) opgericht. Deze partij was bondgenoot van Slobodan Milošević' Socialistische Partij van Servië (SPS) tijdens de eerste jaren van de oorlog in Joegoslavië, tot september 1993. Op dat moment kwam hij in conflict met Milošević over diens intrekken van steun aan de Servische Republiek in de oorlog in Bosnië en Herzegovina. In de tijd van de verslechterde politieke verhouding met Slobodan Milošević over de voortgang van de vredesbesprekingen met de westerse machten tijdens de oorlog in Bosnië en Herzegovina, beschreef Milošević Šešelj als “de personificatie van geweld en primitiviteit”. Šešelj belandde in 1994 en 1995 in de gevangenis vanwege zijn oppositionele activiteiten.
Toen in 1998 het geweld in Kosovo toenam, trad Šešelj toe tot Milošević’ regering. Šešelj was tegen de buitenlandse media en mensenrechtenorganisaties in Joegoslavië, die hij als volgt bedreigde: “Als we niet al hun NAVO-vliegtuigen kunnen grijpen, dan kunnen we diegenen grijpen die binnen ons bereik liggen, zoals verschillende Helsinkicomités en Quislinggroepen” en “van diegene van wie wij bewijzen dat ze deelgenomen hebben in buitenlandse propaganda, zoals zij van de Voice of America, Deutsche Welle, Radio Free Europe/Radio Liberty, Radio France International, en de BBC Radio etc. Als we hen vinden in een moment van geweld, zouden ze niet veel goeds mogen verwachten".
Hij was vicepresident van de Servische regering tussen 1998 en 2000. Tijdens de oorlog in Kosovo en de bombardementen van de NAVO op Servië steunden hij en zijn politieke partij Milošević. Na drie maanden van bombardementen was zijn partij de enige die tegen overgave aan de NAVO-strijdkrachten stemde.

### Voor het Joegoslaviëtribunaal
Eind 2003 meldde Šešelj zich vrijwillig bij het Joegoslaviëtribunaal. Hij werd in staat van beschuldiging gesteld van acht maal misdaden tegen de menselijkheid en zes maal de schending van oorlogsrecht voor zijn vermeende deelname in een georganiseerde criminele organisatie.
In voorarrest schreef Šešelj een boek met de titel “Boef en oorlogsmisdadiger Javier Solana”, een kritiek op de toenmalige secretaris-generaal van de NAVO, die in 1999 de interventie in Kosovo initieerde.
Op 21 november 2006 kondigde Šešelj aan dat hij zijn partij zou aanvoeren voor de algemene verkiezingen van januari 2007.
Op 10 november 2006 ging Šešelj in hongerstaking, omdat hij zichzelf niet mocht verdedigen. Op 2 december 2006 demonstreerden ongeveer 30.000 mensen in de Servische hoofdstad Belgrado als steunbetuiging voor Šešeljs hongerstaking in Den Haag. Šešelj beëindigde zijn hongerstaking op 8 december na toestemming gekregen te hebben om zichzelf te verdedigen.
Op 11 februari 2009 werd het proces op verzoek van de aanklagers voor onbepaalde tijd verdaagd, omdat Šešelj getuigen zou hebben geïntimideerd. In januari 2010 werd het hervat. Het proces sleept zich sindsdien voort, onder andere onderbroken doordat Šešelj een hartoperatie moest ondergaan. In januari 2012 werd een pacemaker geplaatst. Šešelj zegt dat het Joegoslaviëtribunaal zijn mensenrechten schendt, onder meer vanwege het trage verloop van het proces, en eiste in januari 2012 een schadevergoeding van 2 miljoen euro van het hof. Zijn eisen werden op 21 maart dat jaar echter ongegrond verklaard door het hof.
Op 7 maart 2012 eisten de aanklagers een celstraf van 28 jaar tegen Šešelj. Zij houden hem verantwoordelijk voor „etnische zuiveringen” tijdens de Balkanoorlogen. Volgens de tenlastelegging heeft hij met opruiende toespraken Servische mannen aangezet tot oorlogsmisdaden in Bosnië en Kroatië, zoals moorden, marteling, plunderingen en het vernietigen van dorpen.
Op 6 november 2014 stemde het Joegoslaviëtribunaal in met een tijdelijke invrijheidstelling van Šešelj, die aan darmkanker lijdt. Hij mag naar Servië reizen voor medische behandeling. Voorwaarde daarbij is dat hij geen contact zoekt met getuigen of slachtoffers van de misdrijven waarvan hij wordt verdacht. De beklaagde moet wel terugkeren naar Den Haag zodra de rechters daar opdracht toe geven.

## Trivia
- Šešelj was een bondgenoot en goede vriend van de voormalige Iraakse leider Saddam Hoessein en was bondgenoot van de Russische extreem-nationalistische leider Vladimir Zjirinovski.
- Šešelj werd een bekende publieke spreker, ondanks dat hij de letter R slecht kan uitspreken.
- In 2005 haalde Šešelj de nieuwskoppen op het internet toen hij werd gedwongen een brief voor te lezen die hij eerder had gestuurd naar het Joegoslavië-tribunaal waarin hij zijn instemming met het tribunaal uitsprak. Het incident sloeg in als een bom bij de landen van voormalig Joegoslavië.